# Vági Ferenc
| Vági Ferenc                               | Vági Ferenc                                                                      |
| Kattints az alábbi külső linkek egyikére! | Kattints az alábbi külső linkek egyikére!                                        |
| ----------------------------------------- | -------------------------------------------------------------------------------- |
| Nem található szabad kép.(?)              |                                                                                  |
| külső link · jogvédett                    | B. Kiss Tamás. Beszélgetés Vági Ferenc professzorral. Közgazdász. 1986. 8-9. sz. |

Vági Ferenc (Osli, 1926. március 28. – Budapest, 1996. szeptember 24.) magyar agrárközgazdász, egyetemi tanár, a közgazdaság-tudományok kandidátusa (1958), az MTA doktora (1973).

## Szakmai életútja
Polgári iskolát Kapuváron, kereskedelmi középiskolát Sopronban végezte, ahol 1946-ban érettségizett. A Magyar Közgazdaság-tudományi Egyetemen közgazdász oklevelet szerzett 1950-ben. A Magyar Közgazdaság-tudományi Egyetem, illetve az MKKE Népgazdaság Tervezése Tanszéke tanársegéde (1950–1952), egyetemi adjunktusa (1952–1955). Az MTA Közgazdaság-tudományi Intézete tudományos munkatársa (1955–1959), tudományos főmunkatársa (1959–1961). Az MKKE, illetve a BKE Kereskedelmi Kar a Mezőgazdaság Gazdaságtana Tanszéke, illetve az Agrárközgazdasági Tanszék egyetemi docense (1961–1966), egyetemi tanára (1966. júl. 31.–1996. jún. 30.) és a Tanszék vezetője (1966–1990); közben a Kereskedelmi Kar dékánja (1965–1968). Az MTA–TMB aspiránsa (1952–1956).
A gazdasági irányítás, az állami gazdasági és mezőgazdasági vállalati érdekeltség, illetve jövedelmezőség vizsgálatával, a termelőszövetkezeti jövedelmek sajátosságaival, azoknak a költségvetésben játszott szerepével és ezzel összefüggő pénzügyi tervezési kutatásokkal foglalkozott. Különösen értékes tudományszervezői tevékenysége. Vezető szerepet játszott a magyarországi agrárközgazdász-képzés szervezeti kereteinek kidolgozásában, tanterveinek, szakismereti alapjainak kialakításában, a közgazdászképzés felsőoktatási reformjának bevezetésében és megvalósításában. A Magyar Tudományos Akadémia II. Osztályán a közgazdasági aspirantúra szervezési ügyeinek irányítója (1958–1961). Részt vett az új gazdaságirányítási rendszer mezőgazdasági koncepciójának kialakításában (a termelőszövetkezeti bizottság tagjaként a mezőgazdasági jövedelmek továbbfejlesztését vizsgálta).
Élete utolsó éveit Gyöngyösön töltötte: jelentős szerepe volt a gyöngyösi főiskola megalakításában. Emlékét őrzi a gyöngyösi Károly Róbert Főiskola Vági Ferenc-előadóterme (2004-től).
A Magyar Tudományos Akadémia Agrárgazdasági Bizottsága tagja (1970-től); az MTA–TMB Agrárökonómiai Szakbizottsága alapító tagja (1963-tól), majd elnöke. A Magyar Közgazdasági Társaság vezetőségi tagja, Mezőgazdasági Szakosztálya alapító titkára (1960-tól). A Közgazdaság című folyóirat szerkesztőbizottságának elnöke (1968-tól), a Gazdálkodás című lap szerkesztőbizottságának tagja és a Közgazdasági Szemle agrárközgazdasági rovatvezetője.
Munkatársai közül Csizmadia Ernő az MKKE rektora volt 1979-1984 között, Csáki Csaba pedig 1985-1991 között.

## Díjai, elismerései
- Széchényi István-emlékérem (1965)
- Munka Érdemrend ezüst fokozata (1966)
- Akadémiai Díj (1965; 1970)
- Tessedik Sámuel-emlékérem (1976)
- Szocialista Magyarországért Érdemrend (1986)

## Legfontosabb publikációi
- A vásárlóalap- és jövedelemalakulás időszerű problémái. (Közgazdasági Szemle, 1957)
- A paraszti termelés és reáljövedelem alakulása. (Közgazdasági Szemle, 1958)
- A forgalomban lévő pénzmennyiség és a lakosság pénzkészlete. (Közgazdasági Szemle, 1958 és külön: MTA Közgazdaság-tudományi Intézete Közleményei, 1958)
- A vásárlóalap tervezésének kérdései. Kandidátusi értekezés. (Budapest, 1958)
- A forgalomban lévő pénzmennyiség és a lakosság pénzkészlete. Monográfia. A bevezető tanulmányt Friss István írta. (MTA Közgazdaság-tudományi Intézete Közleményei, Budapest, 1959)
- A jövedelmezőség hatása a kukorica- és cukorrépa-termelésre. Monográfia. Csendes Bélával. (MTA Közgazdaság-tudományi Intézete Közleményei, 1959)
- A vásárlóalap és az árualap gazdasági kérdései. (A népi ellenőrzés oktatási anyagai. 3. Budapest, 1960)
- Mezőgazdasági jövedelmezőség és termelési struktúra. (Közgazdasági Szemle, 1960)
- A közgazdasági aspirantúra helyzetéről. (Közgazdasági Szemle, 1961)
- A jövedelmezőség hatása a mezőgazdasági termelésre. Csendes Bélával. (Az MTA Közgazdaság-tudományi Intézete kiadványa. Budapest, 1962)
- Az élőmunka értékelése a mezőgazdasági termékek önköltségszámításában. (Az MTA Közgazdaság-tudományi Intézete Évkönyve. III. Budapest, 1962)
- A szocializmus építésének befejezése és a kommunizmus építésére való átmenet kérdései a mezőgazdaságban. (MTA Társadalmi-történeti Tudományok Osztályának Közleményei, 1962)
- A kommunizmus építésének sajátosságai a mezőgazdaságban. (Közgazdasági Szemle, 1962)
- A szovjet mezőgazdaság irányításának új vonásai. (Társadalmi Szemle, 1962)
- A szovjet mezőgazdaság fejlesztése és távlatai. (Világgazdasági ismeretek. Budapest, 1963)
- A jövedelmezőség hatása a termelőszövetkezetek növénytermelésében. – A termelői árak és a jövedelmezőség hatása a termelőszövetkezeti szektorban. (Közgazdasági Szemle, 1963)
- A termelés, az üzemi és személyes jövedelmek a szövetkezeti szektorban. (Statisztikai Szemle, 1963)
- A termelőszövetkezeti önköltségszámítás egyik vitatott problémájáról. (Társadalmi Szemle, 1963)
- Jövedelmezőség és termelés a szövetkezeti gazdaságokban. Csendes Bélával. (Az MTA Közgazdaság-tudományi Intézete kiadványa. Budapest, 1964)
- A népgazdaság pénzügyi tervezése. (Népgazdasági tervezés. II. kötet. Budapest, 1964)
- A megtett út. (Gazdaszemmel a nagyvilágban. Budapest, 1965)
- Eszközlekötés és alapigényesség a mezőgazdaságban. (Közgazdasági Szemle, 1965)
- A termelés és a jövedelem differenciáltsága, különbözeti jövedelem keletkezése a termelőszövetkezetekben. (A Marx Károly Közgazdaság-tudományi Egyetem 1965. évi ünnepe ülésszaka. Budapest, 1966)
- Termelés és jövedelmi különbségek a mezőgazdaságban. (Statisztikai Szemle, 1966)
- A termelés differenciáltságának okai és a különbözeti jövedelem a mezőgazdaságban. – A termelőszövetkezeti jövedelemkülönbségek kiegyenlítődésének lehetőségei és korlátai. (Közgazdasági Szemle, 1966)
- Differenzierung in den landwirtschaftlichen Produktionsgesellschaften. (Acta Oeconomica, 1966)
- A bővített újratermelés minimális jövedelmi feltételei a termelőszövetkezetekben. (Bankszemle, 1967)
- Tagsűrűség és gazdálkodás a termelőszövetkezetekben. (Közgazdasági Szemle, 1967)
- Agrárgazdaságtan. Egyetemi tankönyv. (Budapest, 1968)
- A termelőszövetkezetek adózása és az új gazdasági mechanizmus. (Tudomány és Mezőgazdaság, 1968)
- A szövetkezeti tulajdon és a szövetkezet kettős természete. (Társadalmi Szemle, 1968)
- Mezőgazdaságunk fejlődésének néhány közgazdasági sajátossága. (Az Élet és Tudomány Évkönyve, 1969)
- Mezőgazdasági alapismeretek. Egyetemi tankönyv. Szerk. (Budapest, 1969)
- A termelőszövetkezeti közös gazdaságokból származó személyi jövedelmek. – A paraszti jövedelmek és a közös gazdaság. (Társadalmi Szemle, 1969)
- A termelőszövetkezeti különbözeti jövedelmek állami befolyásolása. (Közgazdasági Szemle, 1969)
- Az agrárközgazdászok képzése és elhelyezkedése. (Állami Gazdaság, 1969)
- Akkumuláció, jövedelemelvonás és hitel a mezőgazdasági nagyüzemekben. – A különbözeti jövedelem elemekre való felbontása és a termőföld adóztatása. (Tudomány és Mezőgazdaság, 1969)
- Érdekeltség és jövedelmezőség a termelőszövetkezetekben és az állami gazdaságokban. (Közgazdasági Szemle, 1970)
- Akkumuláció és személyi jövedelem a termelőszövetkezetekben. (Gazdaság- és Jogtudomány, 1971)
- Mezőgazdasági vállalati gazdaságtan. Egy. tankönyv. I–II. köt. Szerk. Csáki Csabával. (Budapest, 1972)
- A nyereség szabályozása és felhasználása. – A nyereségfelhasználás és az érdekeltségi kapcsolatok az állami gazdaságokban. (Pénzügyi Szemle, 1972)
- Az állami gazdaságok bértömeg-szabályozásának rendszere. – A termelés és a jövedelem növekedése a termelőszövetkezetekben. (Közgazdasági Szemle, 1972)
- Az állami gazdaságok vállalati érdekeltségének jövedelmi tartalma. (Gazdálkodás, 1972)
- Érdekeltség, jövedelmezőség és a termelési tényezők optimalizálása. (Tudomány és Mezőgazdaság, 1972)
- A vállalati érdekeltség és érvényesülésének mechanizmusa az állami gazdaságokban. Monográfia és doktori értek. is. (Budapest, 1972 németül: 1977)
- Agrárközgazdasági esettanulmányok. Szerk. Csáki Csabával. (Budapest, 1973)
- A vállalati döntéshozatal és tervezés módszertana. Szerk. Erőss Dezsővel. (Az Agroterv és a MÉM Mérnök- és Vezetőtovábbképző Intézete kiadványa. Budapest, 1973)
- Önköltség, ár, jövedelmezőség a mezőgazdaságban. Egyetemi jegyzet. Csendes Bélával, Laczó Ferenccel. (Budapest, 1973)
- A vállalati önállóság és felhalmozóképesség az állami gazdaságokban. (Gazdaság, 1973)
- A vállalati érdekeltség szabályozási modelljének fő vonásai az állami gazdasági szektorban. (Közgazdasági Szemle, 1973)
- A termelés alapigényessége, az alapok termelési hatékonysága iparosodó mezőgazdaságunkban. (Közgazdasági Szemle, 1974)
- A gépesítés mezőgazdaságunkban. (Az Élet és Tudomány Kalendáriuma, 1974)
- Mezőgazdasági vállalatok gazdaságtana. I–II. köt. Szerk. Többekkel. (Budapest, 1975)
- A vállalati anyagi érdekeltség és ösztönzés az állami gazdaságokban. (A dolgozók társadalmi-gazdasági ösztönzése. Válogatás az MTA Munkatudományi Bizottsága által szervezett konferencia anyagából. Budapest, 1975)
- Milyen hatást tulajdoníthatunk a termelőszövetkezetek adóztatásának? (Közgazdasági Szemle, 1975)
- Iparosodás és hatékonyság a mezőgazdaságban. (Az Élet és Tudomány Kalendáriuma, 1976)
- Hatékonyság iparosodó mezőgazdaságunkban. Szerk. Többekkel. (Budapest, 1977)
- A mezőgazdaság az ágazati kapcsolatok rendszerében. Monográfia. Csizmadia Ernővel. (Budapest, 1977)
- Változott-e a termelőszövetkezetek vállalati jövedelmi érdeke és érvényesítésének módja? (Közgazdasági Szemle, 1979)
- A vállalati koncentráció az állami gazdaságokban. 1967–1977. Bethlendi Lászlóval, Kerékgyártó Györgynével. (Állami gazdaságok tapasztalatai. 1. Budapest, 1980)
- Vállalati fejlesztések és a fejlesztés lehetőségeinek kihasználása a mezőgazdaságban. (Budapest, 1980)
- Vállalatnagyság és vállalati struktúra az állami gazdaságokban. (Közgazdasági Szemle, 1980)
- A vállalatnagyság és a gazdálkodás hatékonysága a mezőgazdaság nagyüzemi termelésében. (Vezetéstudomány, 1981)
- A vállalatnagyság differenciáltsága és kapcsolata a hatékonysággal a mezőgazdaság nagyüzemi termelésében. (Egyetemi Szemle, 1982)
- A szocialista átalakulás jellemzői falun. – Kedvezőtlen adottságú mezőgazdasági üzemek fejlődésének közgazdasági feltételei és lehetőségei. (Közgazdasági Szemle, 1983)
- Vállalati érdek és személyes érdekeltség a mezőgazdaságban az 1980-as évtized küszöbén. (Vezetéstudomány, 1983)
- Hatékonyság és növekedés szocialista mezőgazdaságunkban. Tanulmányok. Szerk. (Budapest, 1984)
- Vállalati érdek, hatékonyság és érdekeltség az állami gazdaságokban. (A mezőgazdasági és élelmiszer-ipari vállalatok gazdálkodása. Szerk. Csete László. Budapest, 1984)
- A mezőgazdaság a hosszú távú társadalmi-gazdasági fejlődésben. (Közgazdasági Szemle, 1984)
- A szervezeti megújulás szükségessége a termelőszövetkezetekben. (Közgazdasági Szemle, 1985)
- Hatékonyság és növekedés a szocialista mezőgazdaságban. Szerk. Többekkel. (Budapest, 1986)
- A népgazdasági teljesítmény anyagi lehetősége a mezőgazdasági szervezetekben. (Egyetemi Szemle, 1989)
- A bruttó jövedelem csökkenése a mezőgazdasági vállalatokban. 1976–1987. (Közgazdasági Szemle, 1990)
- Támogatott vagy saját lábon álló a mezőgazdaság? (Közgazdasági Szemle, 1991)
- A mezőgazdaság burkolt jövedelemelvonása, mint az autarkiás gazdálkodás vesztesége. (Aula, 1991)
- A farmstruktúra és hazai megvalósulásának esélye. (Gazdálkodás, 1993)
- Problémák – Megoldások a mezőgazdaság rendszerváltásában. (Gyöngyös, 1996)